# Аманг, Томас
Томас Оливер Аманг А Кегени (англ. Thomas Olivier Amang A Kegueni; 9 февраля 1998, Дуала, Камерун) — камерунский футболист, нападающий клуба «Ориндж Каунти».

## Карьера
Уроженец Камеруна. Начинал заниматься футболом в своей родной стране. В 2016 году переехал в Норвегию, в клуб «Молде». 9 февраля, в свой день рождения, подписал свой первый профессиональный контракт. Являлся в основном игроком замены. Дебютировал в норвежском чемпионате 1 апреля 2016 года в поединке против «Лиллестрёма», выйдя на замену на 69-й минуте вместо Фредерика Гулбрандсена. 17 апреля забил свой первый карьерный мяч в ворота «Будё-Глимта».
24 марта 2019 года Аманг отправился в аренду в «Кристиансунн» на сезон 2019.
26 августа 2019 года Аманг подписал двухлетний контракт с испанским клубом «Химнастик» из Сегунды B.
16 июля 2021 года Аманг подписал контракт с американским клубом «Колорадо-Спрингс Суитчбакс» из Чемпионшипа ЮСЛ. За «Суитчбакс» дебютировал 4 августа в матче против «Остин Боулд», выйдя на замену во втором тайме. 14 августа в матче против «Рио-Гранде Валли Торос» забил свой первый гол за «Суитчбакс».
23 февраля 2022 года «Колорадо-Спрингс Суитчбакс» обменял Аманга «Сан-Диего Лойал» на Хаджи Абдикадира. Свой дебют за «СД Лойал», 12 марта в матче стартового тура сезона 2022 против «Лос-Анджелес Гэлакси II», он отметил голом. 6 декабря 2022 года «Сан-Диего Лойал» объявил о перезаключении контракта с Амангом на сезон 2023.
3 марта 2023 года Аманг подписал контракт с клубом «Ориндж Каунти» на сезон 2023. Дебютировал за «Ориндж Каунти» 25 марта в матче против «Лас-Вегас Лайтс», заменив на 75-й минуте Диллона Пауэрса. 5 апреля в матче второго раунда Открытого кубка США 2023 против команды «Капо» забил свой первый гол за «Ориндж Каунти». 14 декабря 2023 года Аманг перезаключил контракт с «Ориндж Каунти» на сезон 2024.